# Дренирование
Дренирование (англ. drain; осушать, дренировать) в медицине — непрерывное удаление с помощью медицинских дренажных инструментов (резиновых трубок, марлевых тампонов и т. п.) жидкого содержимого из ран, внутренних полостей тела и т. п. Возможно применение дренирования также и для удаления жидкостей и экссудатов из некоторых полых внутренних органов (желудка, плевральной полости, мочевого пузыря, тонкой кишки и т. п.), процессы нормального опорожнения которых могут быть нарушены из-за какой-либо травмы или заболевания.

## Применение
Показания для использования дренирования устанавливаются врачом, который и производит введение дренажа больному. Наблюдение за последующим самочувствием больного, состоянием дренажа, качеством и количеством удаляемой жидкости осуществляет медсестра, в обязанности которой также входит проверка целостности и правильности размещения дренажной трубки, отсутствие на ней перегибов и сдавливаний. Как правило, отслеживание характера отделяемой жидкости осуществляется путём отвода её в специальный градуированный сосуд. При этом резкое изменение её количества или характера должно служить причиной немедленного уведомления об этом лечащего врача.
Противопоказаний к применению дренирования практически нет. Однако отмечается, что дренирование требует тщательного выполнения всех асептических процедур, так как дренажное отверстие может служить входными воротами для заражения внутригоспитальной инфекцией. При лечении гнойных повреждений дренирование рекомендуется проводить, пока не закончится фаза воспаления, необходимость в дренировании отпадает только после очищения раны и перехода её в фазу регенерации.

## Методы дренирования
При любом варианте лечения ранений дренирование раны считается одним из основных методов эвакуации раневых жидкостей, однако в зависимости от характера повреждений, количества выделяющихся экссудатов, конфигурации раневого канала возможно применение различных техник и способов его осуществления:
- Пассивное дренирование — идёт в ход при обработке подкожной клетчатки после операционного вмешательства и в случае неглубоких «открытых» ранений. При этом в ране размещаются марлевые или резиновые полосы (турунды), которые обеспечивают отведение жидкости в перевязочный материал, не давая кожным краям раны слипаться и препятствовать этому; ключевую роль при этом играет сила тяжести либо капиллярные свойства гигроскопической повязки. Одним из вариантов пассивного дренирования является тампонада по Микуличу.
- Активное дренирование — задействуется для принудительного удаления содержимого из раневой полости в случаях обширных повреждений со сложной конфигурацией раневого канала и при наличии в нём замкнутых карманов. Среди таких методов выделяют аспирационное дренирование (через введение в полость раны трубки и создание внутри низкого давления), промывное дренирование (механическое удаление раневого содержимого путём промывания) и т. п. Считается, что длительное капельное промывание и аспирация являются одним из самых перспективных методов дренирования гнойных ран.[4]